# Historia niemoralna
Historia niemoralna (en polonès Història immoral) és una pel·lícula de drama psicològic polonesa de 1990 dirigida per Barbara Sass.

## Argument
Concebuda com una pel·lícula dintre d'una pel·lícula, mostra la vida d'Ewa, una actriu madura extravagant i conflictiva que viu en una urbanització. Degut al seu caràcter la seva vida amorosa és un desastre i té conflictes amb les persones que treballa, alhora que professionalment es troba en una situació delicada.

## Repartiment
- Dorota Stalińska − actriu Ewa
- Teresa Budzisz-Krzyżanowska − directora Magda (veu)
- Michał Bajor − Piotr, organitzador de les actuacions d'Ewa
- Marek Lewandowski − Marek, l'amant d'Ewa
- Olaf Lubaszenko − Marek, l'amant de l'Ewa
- Henryk Bista − editor Jurek
- Jerzy Kryszak − director Grzegorz
- Stanisława Celińska − Lusia, veïna d'Ewa
- Piotr Skiba − Krzyś
- Jacek Borkowski − El germà de l'Ewa
- Mirosław Kowalczyk

## Recepció
Fou exhibida com a part de la secció oficial al Festival Internacional de Cinema de Sant Sebastià 1990.